# Alemania Federal en la Eurocopa 1984
La Selección de fútbol de Alemania Federal fue uno de los 8 equipos participantes en la Eurocopa 1984, que se llevó a cabo entre el 12 de junio y el 27 de junio de 1984 en Francia.

## Clasificación
| Equipo            | Pts | PJ | PG | PE | PP | GF | GC | Dif |
| ----------------- | --- | -- | -- | -- | -- | -- | -- | --- |
| Alemania Federal  | 11  | 8  | 5  | 1  | 2  | 15 | 5  | 10  |
| Irlanda del Norte | 11  | 8  | 5  | 1  | 2  | 8  | 5  | 3   |
| Austria           | 9   | 8  | 4  | 1  | 3  | 15 | 10 | 5   |
| Turquía           | 7   | 8  | 3  | 1  | 4  | 8  | 16 | -8  |
| Albania           | 2   | 8  | 0  | 2  | 6  | 4  | 14 | -10 |

| Fecha                   | Lugar         |                   |                              | Resultado |                              |                   |
| ----------------------- | ------------- | ----------------- | ---------------------------- | --------- | ---------------------------- | ----------------- |
| 17 de noviembre de 1982 | Belfast       | Irlanda del Norte | Bandera de Irlanda del Norte | 1:0 (1:0) | Bandera de Alemania          | Alemania Federal  |
| 30 de marzo de 1983     | Tirana        | Albania           | Bandera de Albania           | 1:2 (0:0) | Bandera de Alemania          | Alemania Federal  |
| 23 de abril de 1983     | Esmirna       | Turquía           | Bandera de Turquía           | 0:3 (0:2) | Bandera de Alemania          | Alemania Federal  |
| 27 de abril de 1983     | Viena         | Austria           | Bandera de Austria           | 0:0       | Bandera de Alemania          | Alemania Federal  |
| 5 de octubre de 1983    | Gelsenkirchen | Alemania Federal  | Bandera de Alemania          | 3:0 (3:0) | Bandera de Austria           | Austria           |
| 26 de octubre de 1983   | Berlín        | Alemania Federal  | Bandera de Alemania          | 5:1 (1:0) | Bandera de Turquía           | Turquía           |
| 16 de noviembre de 1983 | Hamburgo      | Alemania Federal  | Bandera de Alemania          | 0:1 (0:0) | Bandera de Irlanda del Norte | Irlanda del Norte |
| 20 de noviembre de 1983 | Saarbrücken   | Alemania Federal  | Bandera de Alemania          | 2:1 (1:1) | Bandera de Albania           | Albania           |

### Goleadores
| Jugador               | Goles | PJ | Minuto |
| --------------------- | ----- | -- | ------ |
| Karl-Heinz Rummenigge | 7     | 8  | 720    |
| Rudi Völler           | 5     | 7  | 533    |
| Uli Stielike          | 1     | 3  | 264    |
| Wolfgang Dremmler     | 1     | 6  | 540    |
| Gerhard Strack        | 1     | 8  | 636    |

## Participación

### Grupo B
| Selección        | Pts. | PJ | PG | PE | PP | GF | GC | Dif |
| ---------------- | ---- | -- | -- | -- | -- | -- | -- | --- |
| España           | 4    | 3  | 1  | 2  | 0  | 3  | 2  | +1  |
| Portugal         | 4    | 3  | 1  | 2  | 0  | 2  | 1  | +1  |
| Alemania Federal | 3    | 3  | 1  | 1  | 1  | 2  | 2  | 0   |
| Rumania          | 1    | 3  | 0  | 1  | 2  | 2  | 4  | -2  |

| 14 de junio de 1984, 17:15 | Alemania Federal | 0:0     | Portugal | Stade de la Meinau, Estrasburgo                             |                                                             |
|                            |                  | Reporte |          | Asistencia: 47 950 espectadores Árbitro(s): Romualdas Juška | Asistencia: 47 950 espectadores Árbitro(s): Romualdas Juška |

| 17 de junio de 1984, 17:15 | Alemania Federal | 2:1 (1:0) | Rumania   | Stade Félix Bollaert, Lens                             |                                                        |
|                            | Völler 25' 66'   | Reporte   | Coras 46' | Asistencia: 31 803 espectadores Árbitro(s): Jan Keizer | Asistencia: 31 803 espectadores Árbitro(s): Jan Keizer |

| 20 de junio de 1984, 20:30 | Alemania Federal | 0:1 (0:0) | España     | Parc des Princes, París                                      |                                                              |
|                            |                  | Reporte   | Maceda 90' | Asistencia: 47 691 espectadores Árbitro(s): Vojtech Christov | Asistencia: 47 691 espectadores Árbitro(s): Vojtech Christov |

## Estadísticas

### Posiciones
| Equipo | Equipo           | Pts | PJ | PG | PE | PP | GF | GC | Dif | Rend  |
| ------ | ---------------- | --- | -- | -- | -- | -- | -- | -- | --- | ----- |
| 4      | Portugal         | 4   | 4  | 1  | 2  | 1  | 4  | 4  | 0   | 500%  |
| 5      | Alemania Federal | 3   | 3  | 1  | 1  | 1  | 2  | 2  | 0   | 50%   |
| 6      | Bélgica          | 2   | 3  | 1  | 0  | 2  | 4  | 8  | -4  | 33,3% |

### Goleadores
| Jugador     | Goles | PJ | Minuto |
| ----------- | ----- | -- | ------ |
| Rudi Völler | 2     | 3  | 270    |